# Gare de La Teste
Pour les articles homonymes, voir Teste.
La gare de La Teste est une gare ferroviaire française de la ligne de Lamothe à Arcachon, située sur le territoire de la commune de La Teste-de-Buch dans le département de la Gironde en région Nouvelle-Aquitaine.
Elle est mise en service en 1841 par la Compagnie du chemin de fer de Bordeaux à La Teste, avant de devenir en 1853 une gare de la Compagnie des chemins de fer du Midi et du Canal latéral à la Garonne.
C'est une gare de la Société nationale des chemins de fer français (SNCF) desservie par des TGV inOui et des trains TER Nouvelle-Aquitaine.

## Situation ferroviaire
Établie à 4 mètres d'altitude, la gare de La Teste est située au point kilométrique (PK) 54,701 de la ligne de Lamothe à Arcachon, entre les gares de La Hume et d'Arcachon.

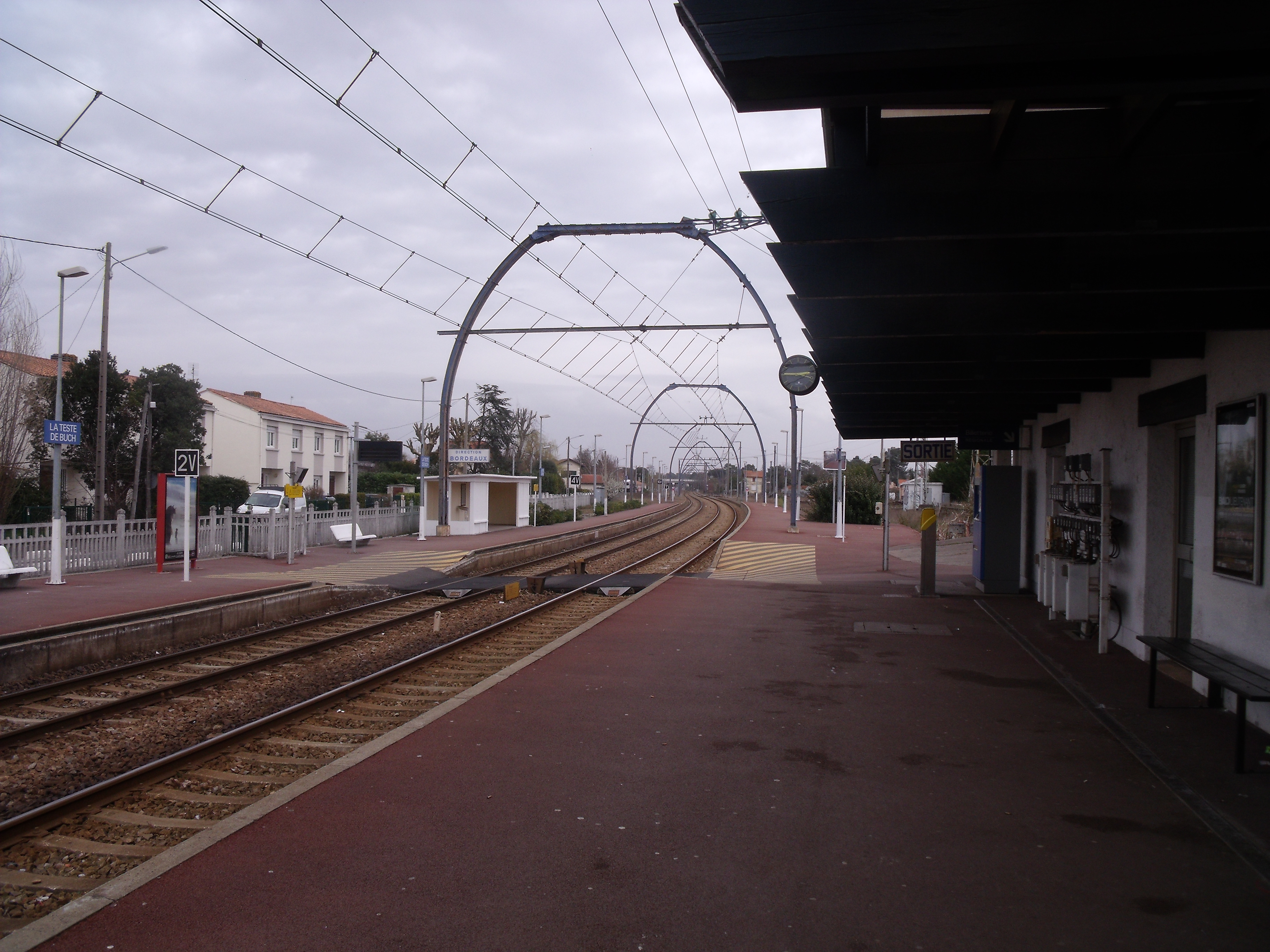
Voies et quais de la gare avant les travaux de 2016 à 2018 et la création d'un passage souterrain.

## Histoire
La gare de La Teste est mise en service le 7 juillet 1841 par la Compagnie du chemin de fer de Bordeaux à La Teste, lorsqu'elle ouvre à l'exploitation sa ligne de Bordeaux-Ségur à La Teste. L'inauguration avait eu lieu la veille, le 6 juillet. Le train inaugural est arrivé à 13 heures, accueilli par le Maire, M. Soulié, et son Conseil municipal ainsi que la Garde nationale en arme. Après les discours, du Maire, de l'Archevêque et du Préfet, les autorités se sont retrouvées autour d'un banquet. Après avoir été voir les rives du bassin d'Arcachon le train est reparti pour Bordeaux à 19 heures.
Gare terminus elle dispose d'importantes installations qui comprennent : un bâtiment voyageurs dont l'espace est organisé entre, les départs avec trois salles d'attente (une par classe), les arrivées et le bureau et le logement du Chef de gare ; un bâtiment au sud des voies pour l'administration et le logement, un dépôt de marchandises avec accolé les logements du chef de bureau et de son facteur ; une remise à locomotives avec une forge et un dépôt de charbon ; un puits et un réservoir à eau ; des plaques tournantes et à l'entrée de la gare la maison de l'aiguilleur.

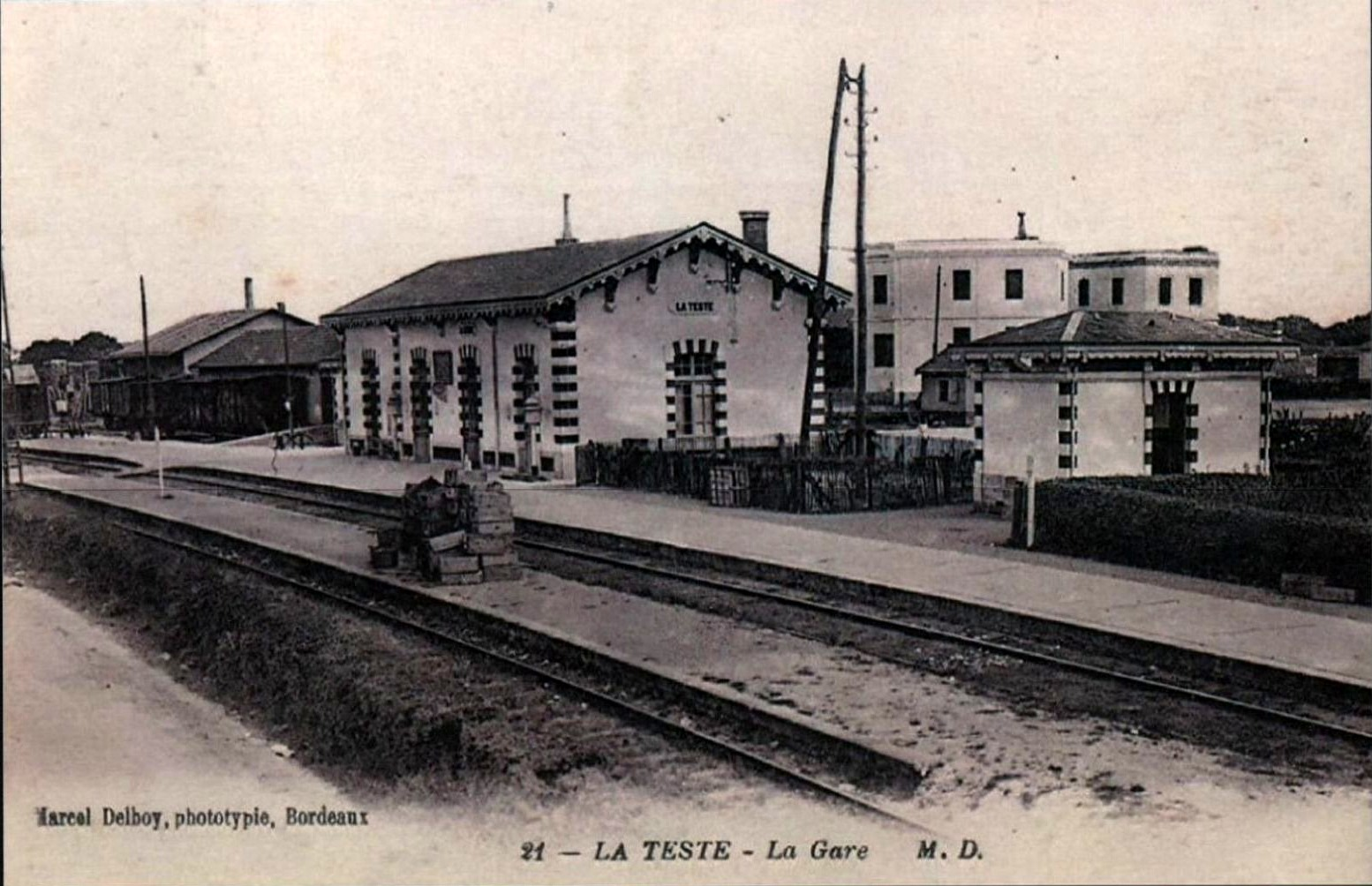
La gare au début du XXe siècle.

En décembre 1853, la ligne et la gare sont reprises par la Compagnie des chemins de fer du Midi et du Canal latéral à la Garonne.

## Fréquentation
De 2015 à 2023, selon les estimations de la SNCF, la fréquentation annuelle de la gare s'élève aux nombres indiqués dans le tableau ci-dessous.
| Année                     | 2015    | 2016    | 2017    | 2018    | 2019    | 2020    | 2021    | 2022    | 2023    |
| ------------------------- | ------- | ------- | ------- | ------- | ------- | ------- | ------- | ------- | ------- |
| Voyageurs                 | 337 360 | 321 391 | 344 846 | 336 431 | 385 974 | 256 383 | 324 489 | 395 380 | 407 005 |
| Voyageurs + non voyageurs | 355 115 | 338 306 | 362 996 | 354 138 | 406 288 | 269 877 | 341 568 | 416 190 | 428 426 |

## Service des voyageurs

### Accueil
Gare SNCF, elle dispose d'un bâtiment voyageurs, avec guichets, ouvert tous les jours. Elle est équipée d'automates pour l'achat de titres de transport. À partir du 23 octobre 2018 et après 2 ans de travaux, le passage souterrain qui permet la liaison entre les deux quais est ouvert; il est accessible aux personnes à mobilité réduite grâce à des ascenseurs,.

### Desserte
La Teste est desservie par des TGV inOui de la relation Paris-Montparnasse – Arcachon, uniquement les vendredis (aller) et dimanches (retour). Elle est également desservie par de nombreux trains TER Nouvelle-Aquitaine de la relation Bordeaux-Saint-Jean – Arcachon.

### Intermodalité
Cette gare joue aussi un rôle de pôle d'échanges intermodal.
Elle est desservie par le réseau de bus Baïa (lignes 1, 4, 5 et 7, et 2 à proximité). Les titres de transport de ce réseau permettent d'utiliser, en plus des autobus urbains et d'une navette maritime, les trains TER entre les gares d'Arcachon et du Teich. Un composteur spécifique est installé sur le quai jouxtant le bâtiment-voyageurs. Il n'est, toutefois, pas possible d'acheter de ticket de bus dans la gare.
La gare est aussi desservie par le service de Transport à la Demande du réseau Baïa. Un parc pour les vélos et un parking pour les véhicules y sont également aménagés.

## Service des marchandises
La gare de La Teste est ouverte au service du fret (train massif et wagons isolés pour certains clients).

## Galerie de photographies

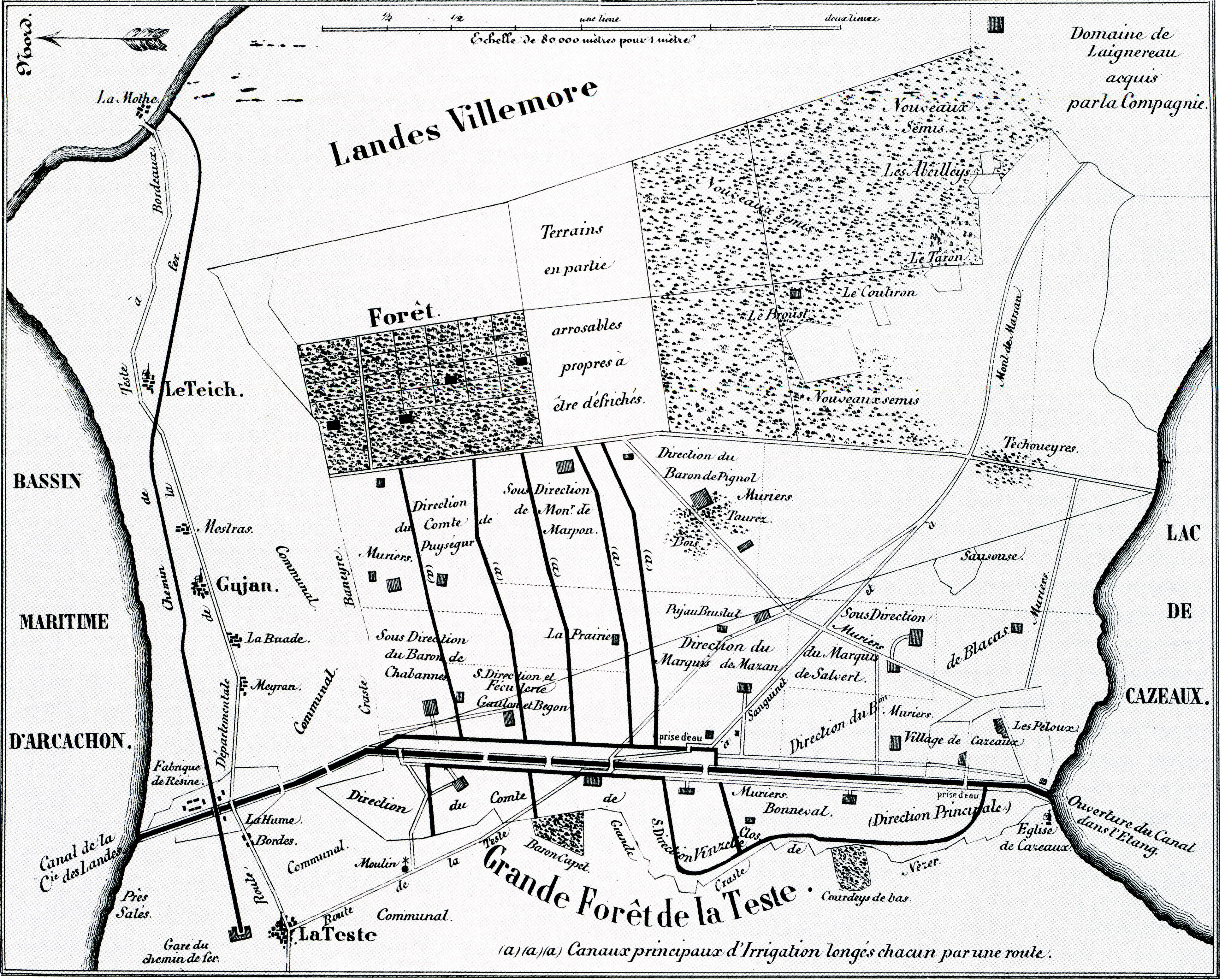
Plan datant de l'année 1850.
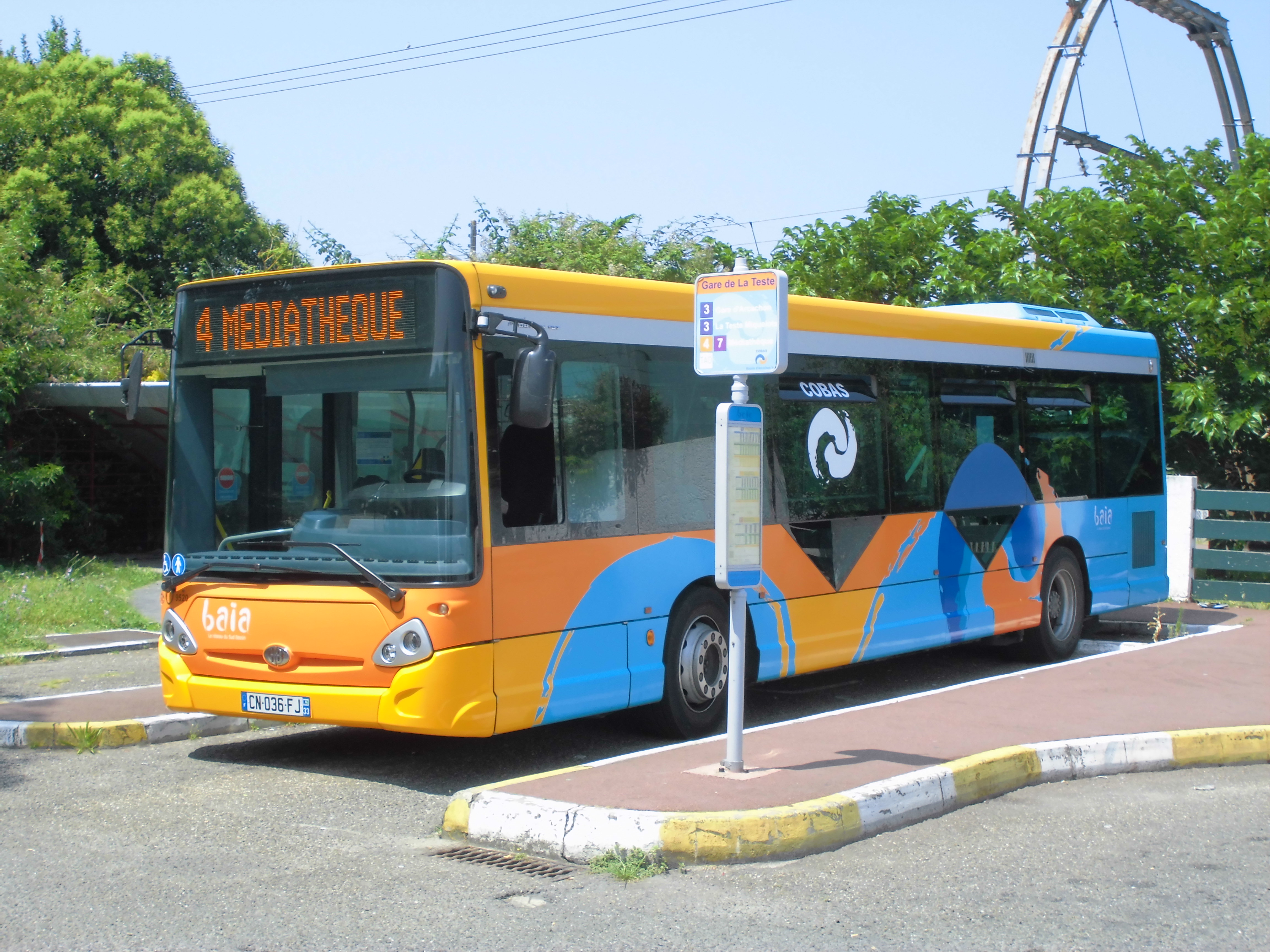
Bus Baia de la ligne 4, en direction de la médiathèque de Gujan-Mestras.
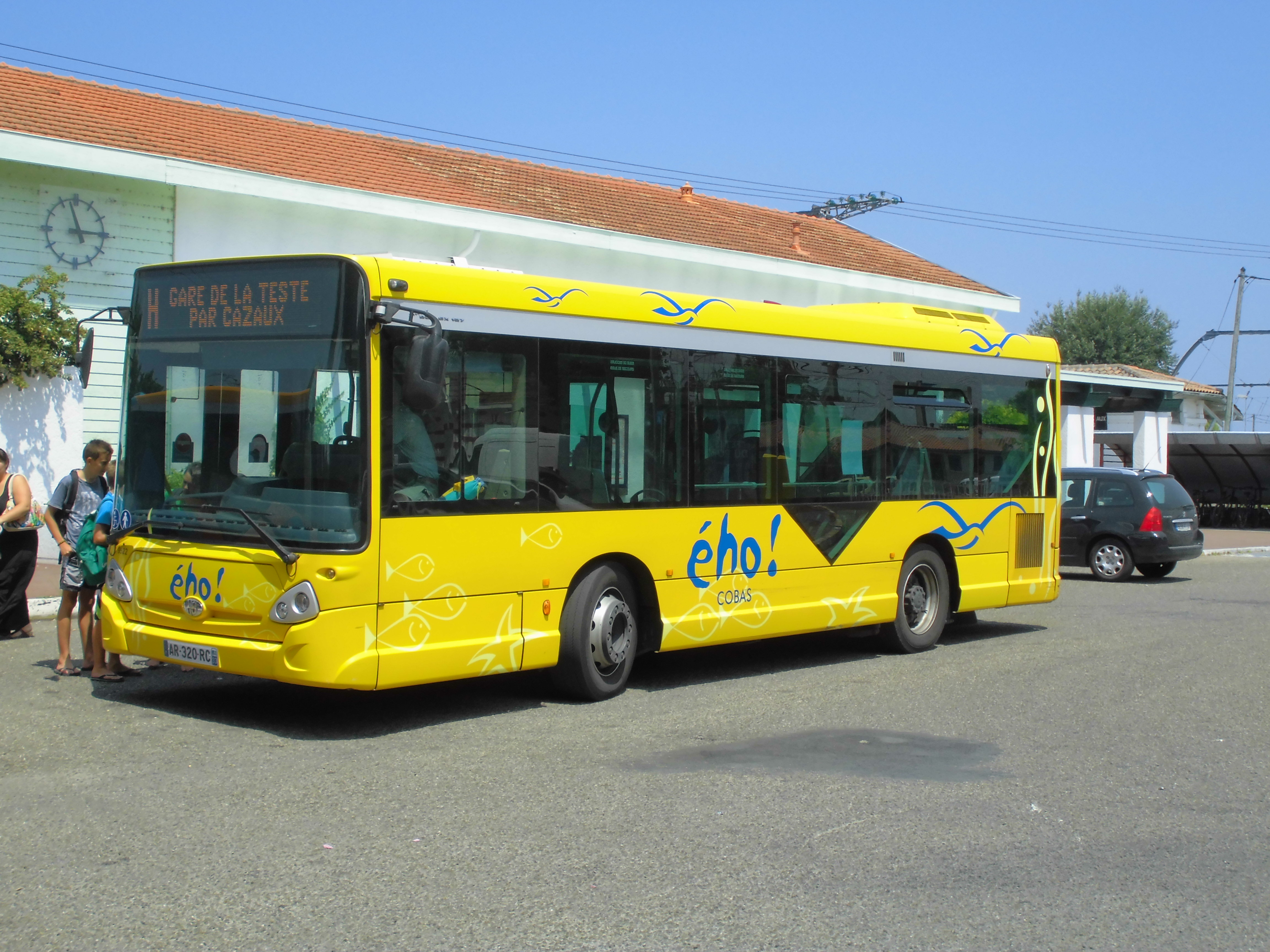
Bus Ého de la ligne H, en partance pour Cazaux, une mairie annexe de La Teste.
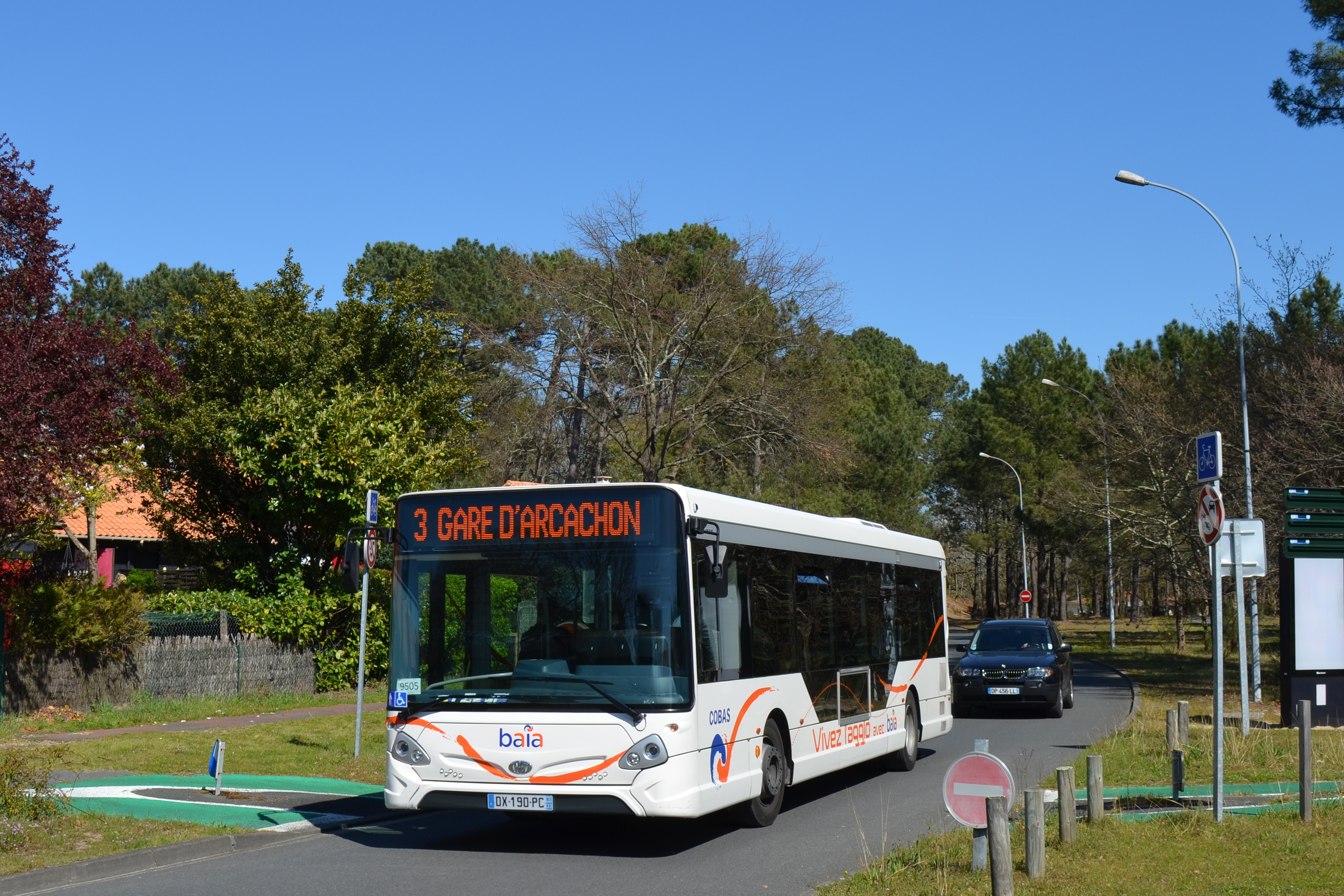
Bus Baia de la ligne 3, en direction de la gare d'Arcachon.